# Terrors of the Jungle (film, 1913)
Pour plus de détails, voir Fiche technique et Distribution.
Terrors of the Jungle est un film muet américain réalisé par Colin Campbell et sorti en 1913.

## Fiche technique
- Réalisation : Colin Campbell
- Date de sortie : États-Unis : novembre 1913

## Distribution
- Lucille Carter
- Bessie Eyton
- Wheeler Oakman
- Roy Watson